# 平岗街道
平岗街道，是中华人民共和国黑龙江省鸡西市梨树区下辖的一个乡镇级行政单位。

## 行政区划
平岗街道下辖以下地区：
老达社区、立新社区和兴华社区。